# Thermoprotei
Classe
Classification phylogénétique
- Classe : Thermoprotei
  - Ordre : Acidilobales
    - Famille : Acidilobaceae
    - Famille : Caldisphaeraceae

  - Ordre : Desulfurococcales
    - Famille : Desulfurococcaceae
    - Famille : Pyrodictiaceae

  - Ordre : Fervidicoccales
    - Famille : Fervidicoccaceae

  - Ordre : Sulfolobales
    - Famille : Sulfolobaceae

  - Ordre : Thermoproteales
    - Famille : Thermofilaceae
    - Famille : Thermoproteaceae

Les Thermoprotei sont une classe d'archées de l'embranchement des Crenarchaeota.